# Benvenuti nel ghetto (film)
Benvenuti nel ghetto è un film documentario del 2011 diretto da Maurizio Fantoni Minnella.
Il film, prodotto da FreeZone, è stato distribuito in home video all'interno del libro Io non mi arrendo di Don Andrea Gallo e Maurizio Fantoni Minnella, edito da Baldini e Castoldi nel 2013.

## Trama
Viene comunemente chiamato Ghetto il quadrilatero di vicoli oscuri nella Genova medievale, stretto tra via del Campo e piazza della Nunziata, a poche decine di metri dalla leggendaria via Prè e dalla casa che fu di Giuseppe Mazzini. Ma anche Babele di voci, di lingue, paesi e destini. In questo quartiere dentro la Città Vecchia, tra le più grandi del Mediterraneo, vive e opera la più numerosa comunità transgender italiana. Organizzata in associazione, consta di circa 40 persone di età diversa che ogni giorno convivono con migranti di origine maghrebina, pakistana, ecuadoriana o a residenti italiani giunti qui da altri luoghi. Un osservatorio sociale dal nome emblematico GhettUp voluto da Andrea Gallo, nel cuore del quartiere cerca di affrontare le problematiche quotidiane come l’igiene, la sicurezza, i diritti di tutti e la microviolenza che affliggono il quartiere stesso e i suoi abitanti. Nel raccontare alcune delle molte storie legate ad un lembo negletto di territorio urbano che è ancora sconosciuto dalla maggior parte degli abitanti della città, il film si trasforma in un atto d’amore verso Genova e insieme un omaggio a Fabrizio De Andrè.

## Accoglienza
Il film è stato presentato in anteprima, alla presenza di Don Gallo, al Palazzo Ducale di Genova.